# Ildut
Ildut (forme bretonne courante) ou plus correctement Iltud (d'après la forme galloise), ou Iltut ou encore Elchut (voire Ideuc), est le nom du moine breton (soit insulaire, soit armoricain) Illdut de Llantwit, devenu saint. 
Considéré comme le père fondateur du christianisme celtique, saint Ildut est fêté le 6 novembre.

## Origine du nom
Le nom breton Ildut se retrouve dans le nom de lieu Lanildut, et le nom de l'Aber-Ildut, tous deux situés sur la côte nord du Léon. 
Le nom gallois Illtud, parfois transcrit en anglais Illtyd ou Eltut, est associé au monastère de  Llanilltud Fawr, au pays de Galles, lieu anglicisé sous la forme Llantwit Major qui est le nom de la ville qui s'est développée autour.  
La forme latinisée du nom est Hildutus de Iltutus qui évoque qu'après la baptême l'enfant est ainsi appelé car protégé, en sureté, mis à l'abri (cf. tutus).

## Résumé de saVita
Sa Vita (Vita Sancti Iltuti) est conservée dans le manuscrit Cotton MS.Vespasian A xiv amd, et sous sa forme actuelle datée d'environ 1140, comme l'indique une mention dans le  § 7 de Dubrice de Llandaf qui démontre l'influence du  Livre de Llandaff (en), daté également de vers 1140.
Selon ce texte résumé par Peter Bartrum, Iltud est le fils de Bicanus, un prince de Letavia (Llydaw) c'est-à-dire en  Bretagne armoricaine. Sa mère est Rieingulid (Rhieinwylydd), fille d'Amlawdd Wledig, un roi de Britannia, c'est-à-dire du pays de Galles. Ses parents souhaitent le consacrer à la vie religieuse mais il étudie d'abord la littérature, et ensuite l'art militaire. Il souhaite rencontrer son cousin le roi  Arthur, dont il a entendu vanter les mérites et se rend à sa cour où il est impressionné par la réception qui lui est réservée. Il entre au service de Poulentus, rex Gulat Morcanensium (Pawl Penychen), le fils du roi Glywys, accompagné par son épouse, Trynihid. Il gagne rapidement son affection et il est intégré dans la maison royale.
Un miracle accompli par saint Cadou le convainc de devenir moine. Illtud quitte son épouse et s'installe dans une belle et fertile région nommée Hodnant. Avec l'accord et l'aide de saint Dubricius, évêque de Llandaf, il fonde une église (ecclesia) à cet endroit. Il est rejoint par de nombreux moines qu'il forme à la connaissance des sept arts. Samson de Dol, Pol de Léon, Gildas le Sage et Dewi de Ménevie sont mentionnés comme ses disciples. Merchiaunus Vesanus (Meirchion Wyllt), le roi de la région d'abord froissé qu'Illtud s'y soit installé sans son accord est ensuite impressionné par la piété et les miracles du saint, et lui concède des domaines afin qu'il développe son implantation. Il accomplit un premier miracle puis un autre est réalisé par Samson qui est ordonné par Dubricius. Ce dernier fait ses adieux à Illtud à un endroit qui conserve son nom avant de partir pour la Letavia où il devient évêque de Dol. Pendant ce temps, Trynihid, l'épouse d'Illtud, s'était retirée dans la solitude sur une montagne où elle fonde un oratoire. Illtud lui rend visite mais il la désapprouve et la rend temporairement aveugle. Elle retourne à sa solitude et ne reçoit plus jamais la visite de son ex époux.
Un intendant du roi Meirchion afflige Illtud, et en conséquence fond comme de la cire devant un feu. Lorsque Meirchion tente de se venger contre Illtud, le saint se retire dans une grotte secrète sur la rive de l'Ewenny, déchiré, et y reste un an et trois jours. Son ancien disciple Gildas le Sage envoie une cloche par messager à Dewi. En chemin, le messager passe devant la grotte d'Illtud. Celui-ci entend la cloche, et attiré par la pureté du son, demande à l'homme où il va. Quand la cloche est remise à Dewi à Mynyw, elle ne sonne plus. Dewi en devine la raison et ordonne au messager d'apporter la cloche à Illtud. Sa cachette est donc découverte et les moines du monastère le ramènent pour être abbé. Un autre méchant intendant de Meirchion est englouti par un marais sur intervention du saint. Meirchion furieux monte avec une armée au monastère mais lui aussi se fait avaler par la terre. Puis Illtud se retire dans la grotte de Lingarchia [Llwynarth] où il reste trois ans.
Illtud envisage enfin de visiter son héritage en Letavia. Avant de partir, il ordonne à ses intendants de battre tout le grain dans trois granges et de le placer dans des greniers. Puis il voit dans un songe des gens affligés par la faim. À la suite de ses prières, le grain qui avait été stocké est miraculeusement transporté dans la région affligée, se trouvant dans un port de Letavia. Illtud rentre en Britannia (pays de Galles) mais quand il sent sa mort prochaine il revient en Letavia où il meurt dans le monastère de Dol de Bretagne un 6 novembre.

## Biographie et questions
Saint Ildut est sans doute né vers le milieu du Ve siècle et mort vers 522. 
Les lieux de naissance et de mort de ce saint sont entourés de mystère.
- Serait-il né dans l'île de Bretagne, dans le sud du pays de Galles d'aujourd'hui, comme bien des saints de son époque, dont certains ont émigré en Armorique ?
- Serait-il né en Armorique, puis aurait-il émigré au pays de Galles ? C'est ce que suggère l'historien Léon Fleuriot.
- Serait-il revenu avec ses disciples ?
- Sinon comment expliquer que les églises et lieux qui lui sont dédiés soient aussi nombreux en Bretagne insulaire qu'en Bretagne péninsulaire ?
- A-t-il existé ?

Il est probable qu'il a toujours vécu au pays de Galles et que ce sont ses disciples qui ont popularisé son nom en Armorique.
Selon sa Vita, il est le fils d'un chef de clan breton et d'une fille d'un roi de Cambrie. Il aurait, dans sa jeunesse, préparé le métier des armes puis y aurait renoncé pour embrasser la voie monastique. Selon Alphonse Edmond Marteville et Pierre Varin, il aurait été d'abord anachorète dans le comté de Brechock (pays de Galles) où l'on montre encore la cellule qu'il occupa.
D'après le texte de la Vie de saint Samson (VIIe siècle), Ildut, « l'illustre maître des Bretons », était  disciple de Germain d'Auxerre, ce qui ne signifie pas forcément qu'il reçut son enseignement de la bouche du saint gallo-romain (Germain meurt en 448 en Italie).  
Ildut était « de tous les Bretons le plus versé dans les Écritures, à savoir l'Ancien et le Nouveau Testament, ainsi que dans les sciences de toute espèce, c'est-à-dire la géométrie, la rhétorique, la grammaire, l'arithmétique et toutes les théories de la philosophie ». 
Samson nous apprend aussi qu'il était abbé de son monastère (peut-être celui de Bangor Fawr ou celui de Bangor-is-y-Coed).
On en retient également que Gallois et Armoricains sont considérés dans ce texte comme Bretons.

## Légende
Une autre Vie du saint, pleine de légendes, fut écrite vers 1140. On en retient que Ildut navigua vers la Bretagne armoricaine avec quelques bateaux de blé pour soulager la population en proie à la famine. 
Il est certain que son nom figure dans la toponymie bretonne armoricaine.
Par ailleurs, cette Vie déclare que Ildut est fils d'un prince breton armoricain et guerrier habile du nom de Bican Farchog, au service de son cousin maternel qui n'est autre que le roi Arthur. Ses manières de soudard lui attirent le courroux de saint Cadoc de l'abbaye de Llancarfan. Ildut prend la tête d'un groupe armé pour ravager l'abbaye, mais les moines les poursuivent et la terre les avale tous sauf Ildut. Cadoc alors rappelle au jeune prince sa religion et le guerrier entre au monastère.

## Le monastère de Llanilltud
Ildut fonde le monastère de Llanilltud, devenu Llantwit Major par la suite en anglais, dans le Glamorgan. 
Ce monastère était l'un des plus illustres de la Bretagne insulaire, tant par la qualité de la formation spirituelle qu'on y dispensait que par l'étendue de la culture littéraire, biblique et même agronomique de ses moines. Le lieu devint ainsi une école recherchée pour l'aristocratie bretonne de l'époque.
On y voit généralement le lieu d'organisation de l'émigration bretonne en Armorique. Ainsi Ildut est-il vénéré par certains[Qui ?] comme un des pères de la nation bretonne.

## L'école monastique d'Ynys Bŷr
Quelques années plus tard, plus à l'ouest, dans le royaume de Deheubarth, Ildut fonde l'école monastique d'Ynys Bŷr (aujourd'hui, île de Caldey), dont le premier abbé est sans doute Pyro, formé à Llanilltud.

## Disciples
C'est dans ces deux monastères qu'ont été formés les disciples d'Ildut.  
Certains resteront en Galles, comme Baglan et David.
D'autres iront en Cornouailles, comme Petroc, Piran et Morwenna.
D'autres passeront en Armorique comme les saints Samson, Magloire, Paul Aurélien, Lunaire, David de Ménevie, Gildas le Sage, Cadou, Brieuc, tous également d'ascendance aristocratique.

## Culte
Une inscription sur une  croix à Llanilltud dit : « Samson plaça sa croix ici pour son âme, l'âme d'Illtud, Samson, Rhain, Sawyl et Ebisar ». 
On pense que Samson lui-même éleva cette croix au VIe siècle, même si la croix pourrait être plus tardive. 
Beaucoup d'églises galloises lui sont consacrées. Son monastère fut très influent. 
Sa vie légendaire mentionne une cloche qui fut reprise aux armées du  roi Edgar d'Angleterre, ainsi que la protection contre les attaques des Gallois du Nord au temps de Guillaume le Conquérant. 

## Fête du saint
On fête saint Ildut le 6 novembre.

### Sources
- Léon Fleuriot, A Dictionary of old breton – Dictionnaire du vieux breton Part 1, Toronto Prepcorp Limited, 1985, p. 15.
- (en) Peter Bartrum, A Welsh classical dictionary: people in history and legend up to about A.D. 1000, Aberystwyth, National Library of Wales, 1993 (ISBN 9780907158738), p. 438-441, Iltud St. (470)